# Утакмице фудбалске репрезентације Мађарске 1938.
| Домаћин · 1938 | Гост · 1938 |

Фудбалска репрезентација Мађарске је током 1938. године уз четири пријатељске имала пет утакмица на светском првенству. Година није почела добро, Португалија, који је тада био један од слабијих европских тимова, је у пријатељској утакмици у јануару савладала је селекцију Мађарске у Лисабону, са 4 : 0. У МЛС-у је почетком године још увек било под знаком питања учешће репрезентације на Светском првенству 1938. На предлог министра културе Балинта Хомана, Влада мађарске је издвојила 12.000 пенга помоћи, чиме су покривени трошкови и обезбеђено учешће репрезентације.
У квалификационом делу првенства против Грчке, репрезентација Мађарске је била убедљива, коначан резултат је био 11 : 1 за Мађарску. Поред пет голова Ђуле Женгелера, три гола је постигао и нападач Кишпешта Јожеф Немеш, који је одиграо само ту утакмицу за репрезентацију. Тада се играла само једна квалификациона утакмица. 
У првом колу, осмини финала, Холандска источна Индија је била следећи противник, са победом од 6 : 0, Мађарска је била у четвртфиналу где је репрезентација Мађарске је савладала Швајцарску са 2 : 0, а у полуфиналу савладала је Шведску са 5 : 1. У финалу првенства репрезентација Италије је победила селекцију Мађарске резултатом 4 : 2, и тиме је Мађарска заузела друго место на првенству.
Коначан пласман на трећем Светском првенству у фудбалу је био:
1. Италија
2. Мађарска
3. Бразил
4. Шведска

Савезни селектори националног тима у овом периоду су били:
- Карољ Диц др.
- Алфред Шафер, помоћник, он је помогао репрезентацији као тренер.

## Утакмице
| Португалија                                          | 4 : 0 (2 : 0) | Мађарска |
| ---------------------------------------------------- | ------------- | -------- |
| Еспирито Санто 14’ · Жоао Круз 15’ 75’ · Сореиро 48’ | Извештај      |          |

| Луксембург | 0 : 6 (0 : 1) | Мађарска                                                                         |
| ---------- | ------------- | -------------------------------------------------------------------------------- |
|            | Извештај      | Лајош Сендреди 15’ 59’ 82’ · Калаи 73’ · Женгелер 75’ (пен) · Иштван Миклоши 80’ |

| Немачка     | 1 : 1 (1 : 0) | Мађарска  |
| ----------- | ------------- | --------- |
| Зифлинг 29’ | Извештај      | Толди 49’ |

| Мађарска                                                                                  | 11 : 1 (7 : 0) | Грчка      |
| ----------------------------------------------------------------------------------------- | -------------- | ---------- |
| Женгелер 15’ 23’ (пен) 25’ 67’ 85’ · Титкош 18’ 79’ · Винце 30’ · Јожеф Немеш 37’ 41’ 51’ | Извештај       | Макрис 90’ |

| Мађарска                                                  | 6 : 0 (4 : 0) | Холандска источна Индија |
| --------------------------------------------------------- | ------------- | ------------------------ |
| Кохут 13’ · Толди 16’ · Шароши 25’ 89’ · Женгелер 30’ 76’ | Извештај      |                          |

| Швајцарска | 0 : 2 (0 : 1) | Мађарска                  |
| ---------- | ------------- | ------------------------- |
|            | Извештај      | Шароши 43’ · Женгелер 30’ |

| Мађарска                                                       | 5 : 1 (3 : 1) | Шведска   |
| -------------------------------------------------------------- | ------------- | --------- |
| Јакобсон 20’ (аг) · Титкош 37’ · Шароши 67’ · Женгелер 39’ 85’ | Извештај      | Ниберг 1’ |

| Италија                        | 4 : 2 (3 : 1) | Мађарска               |
| ------------------------------ | ------------- | ---------------------- |
| Колауси 6’ 35’ · Пјола 17’ 82’ | Извештај      | Титкош 8’ · Шароши 70’ |

| Шкотска                                 | 3 : 1 (3 : 0) | Мађарска         |
| --------------------------------------- | ------------- | ---------------- |
| Валкер 19’ (пен) · Блек 29’ · Гилик 31’ | Извештај      | Шароши 72’ (пен) |

## Аматерска репрезентација
| Естонија                               | 2 : 3 (2 : 2) | Мађарска                                 |
| -------------------------------------- | ------------- | ---------------------------------------- |
| Георг Сименсон 27’ · Ричард Курема 56’ | Извештај      | 14’, 65’ Јожеф Шопрони · 83’ Ђула Газдаг |

Састав Мађарске репрезентације
Јожеф Домбовари (ЕТО Ђер), Шандор Пазманди (Електромош), Ференц Тот II (ЕТО Ђер), Шандор Хлухањи (ЕТО Ђер), Ђула Газдаг (Халадаш), Имре Ковач (ЕТО Ђер), Михаљ Гарамсеги (Тереквеш), Јожеф Шопрони (Шопрон ФАК), Јожеф Видор (МТК), Ласло Кесеи II (Тереквеш), Јене Киш (Халадаш). Јанош Ердеш II (Хубертуш). селектор Хуго Гуденуш
| Литванија | 0 : 3 (2 : 2) | Мађарска                                     |
| --------- | ------------- | -------------------------------------------- |
|           | Извештај      | 25’, Имре Пал Ковач · 66’, 86’ Андраш Хорват |

Састав Мађарске репрезентације
Јожеф Домбовари (ЕТО Ђер), Шандор Пазманди (Електромош), Ференц Тот II (ЕТО Ђер), Јене Киш (Халадаш, Сомбатхељ), Имре Ковач (ЕТО Ђер), Шандор Хлухањи (ЕТО Ђер), Јожеф Вајс (МТК), Андраш Хорват (Ференцварош ТК), Ђула Газдаг (Халадаш, Сомбатхељ), Јожеф Шопрони (Шопрон ФАК). Селектор Хуго Гуденуш

## Играчи репрезентације
| - Ђерђ Шароши - Ђула Женгелер - Пал Титкош - Геза Толди - Јожеф Хада - Антал Сабо - Шандор Биро - Јанош Дудаш - Ђула Лазар - Ласло Чех - Ференц Шаш - Хоман Балинт, министар за културу |